# Georgina Reilly
Pour les articles homonymes, voir Reilly.
Georgina Reilly, née le 12 février 1986 à Guildford, dans le Surrey (Angleterre), est une actrice britannique, vivant au Canada.

## Biographie
Née dans le Surrey, Georgina Reilly déménage avec sa famille à Toronto, au Canada, alors qu'elle a seize ans. Elle termine ses études secondaires au Havergal College, à Toronto.
Ses rôles les plus connus à ce jour sont dans les films Pontypool et This Movie Is Broken (en), ainsi que dans les séries télévisées The LA Complex et Les Enquêtes de Murdoch. Elle participe également à la série dramatique de Société Radio-Canada Radio fiducie inc.
Georgina Reilly est la petite-fille du musicien canadien Tommy Reilly (en). Son père, David T. Reilly, est un écrivain et compositeur et sa mère travaille dans la production. Le frère aîné de Georgina est un DJ.
Elle épouse le 6 janvier 2013 Mark O'Brien, son partenaire de la série Republic of Doyle, après l'avoir rencontré sur le plateau en 2011.

## Filmographie

### Cinéma
- 2008 : Pontypool de Bruce McDonald : Laurel-Ann Drummond
- 2010 : This Movie Is Broken (en) de Bruce McDonald : Caroline
- 2012 : Eddie: The Sleepwalking Cannibal de Boris Rodriguez : Lesley
- 2013 : Stag de Brett Heard : Pam
- 2019 : Goalie (en) d'Adriana Maggs : Pat Morey
- 2023 : Match Me If You Can de Marian Yeager : Kip Parsons

### Courts-métrages
- 2007 : Terry Southern's Plums and Prunes : Debbie
- 2009 : A Hindu's Indictment of Heaven : Femme #1
- 2012 : Better People : Natalie
- 2012 : How To Keep Your Day Job : Employée
- 2013 : Bodyslam : Kara
- 2015 : Wanderer : Jess
- 2016 : Sing for Your Supper : Billie

### Télévision

#### Téléfilms
- 2007 : The Dark Room de Bruce McDonald : Whitney Allbright
- 2015 : Paradise Pictures de Rick Muirragui : Gretchen Whalon

#### Séries télévisées
- 2006 : Beautiful People : Fille #2 (épisode 13)
- 2009 : Valemont : Melissa (5 épisodes)
- 2009 : Indie à tout prix : Skye (saison 1, épisode 12)
- 2009 : La Méthode Becky : Darcy Mankowitz (4 épisodes)
- 2010 : Les Aventuriers de Smithson High : Katya Cattleman (épisode 4)
- 2010 : Objection! : Julie (saison 3, 4 épisodes - non diffusés)
- 2011 : Republic of Doyle : Cindy (saison 2, épisode 7)
- 2011 : Ma baby-sitter est un vampire : Debbie Dazzle (saison 1, épisode 4)
- 2012 - 2021 : Les Enquêtes de Murdoch : Dre Emilie Grace (récurrente saison 5, régulière saisons 6 à 9, invitée saisons 10 et 14)
- 2012 : Les Enquêtes de Murdoch : L'Effet Murdoch (web-série) : Grace Crandall
- 2012 : The L.A. Complex : Sabrina Reynolds (récurrente saison 1, régulière saison 2)
- 2014 : Saving Hope, au-delà de la médecine : Denise (saison 2, épisode 14)
- 2014 : Heartland : Charlene (saison 7, épisodes 17 et 18)
- 2016 : Stitchers : Stephanie Fisher (saison 2, épisode 10)
- 2016 : Blindspot : Chris (saison 2, épisode 9)
- 2017 : There's... Johnny! (en) : Sarah (épisode 4)
- 2018 : Save the Date : Christine
- 2019 : Hudson et Rex : Charlotte Vanderholt (saison 2, épisode 5)
- 2019 : City on a Hill : Corie Struthers (5 épisodes)
- 2020 : The Baker and the Beauty (en) : Piper (récurrente)
- 2021 : Rebel : Tamsin Pless (épisode 5)
- 2021 : FBI: Most Wanted : Sheri James (saison 2, épisode 14)
- 2021 : Les Experts : Vegas : Laura Kennerly (saison 1, épisode 5)
- 2022  - 2024 : Code Quantum : Janis Calavicci (récurrente saisons 1 et 2)